# Terror Roig (Espanya)

Zona republicana (en roig) i franquista (en blau) a l'agost i setembre de 1936. La zona republicana va ser l'àmbit d'actuació de la repressió qualificada pel bàndol revoltat com a Terror Roig.

Terror Roig és un terme utilitzat per part de la historiografia per a referir-se a la Repressió en la zona republicana durant la Guerra Civil Espanyola, i al·ludeix a una successió d'actes criminals per part de grups d'esquerra que a vegades inclouen al Govern de la República. El càlcul d'assassinats oscil·la entre els 85.000 i els 170.000, incloent a més 6.800 religiosos catòlics, xifres que alguns autors eleven fins i tot més.
Els revoltats van atribuir a aquests crims una intencionalitat política o anticlerical. Encara que l'anticlericalisme no era exclusiu de les forces revolucionàries, la violència contra l'església i els seus membres per part d'integrants dels grups radicals d'esquerra en les fases immediatament posteriors a l'aixecament del 18 de juliol van ser batejats com a «Terror Roig» per la maquinària de propaganda del bàndol revoltat. Aquesta va emprar la repressió republicana com a justificació a posteriori de la necessitat d'un aixecament armat per a detenir els excessos de la «horda vermella».

## Història del terme
El terme «Terror Roig» es va emprar per primera vegada per a definir les últimes sis setmanes del període conegut com El Terror durant la Revolució francesa, que van finalitzar amb la execució de Maximilien Robespierre. En contraposició, es va dir Terror Blanc al període repressiu immediatament posterior, en el qual les anteriors víctimes es van transformar en botxins.
Després de la revolució russa de 1917, es va dir «Terror Roig» a un període entre 1918 i 1922 durant el qual els bolxevics van efectuar una campanya d'arrestos i execucions massives. Abans de la Guerra Civil el terme «Terror Roig» s'emprava exclusivament en referència a aquest període. Després d'iniciar-se la guerra, les fonts de propaganda de l'autodenominat bàndol nacional tornaren a encunyar el terme per a referir-se als incidents d'assassinats organitzats que van ocórrer al bàndol republicà, parlant d'un «nou Terror Roig».

## Revolució d'Astúries
Algunes fonts han argumentat que el concepte mateix de «Terror Roig» ha de considerar-se com iniciat durant la sufocada revolució d'Astúries de 1934, que va ocasionar la mort de 37 membres del clergat i la crema de 58 esglésies. No obstant això, els brots de violència ocasionats per l'anticlericalisme venien ocorrent de forma habitual des del segle xix, és a dir, molt abans del primer ús modern del terme com a referència a violència política originada per un partit revolucionari. Aquests brots es donaven cada vegada que es produïa una disminució en el control del govern per efecte d'una revolta o incident social similar; fins i tot la proclamació mateixa de la Segona República va venir acompanyada de la crema d'unes 20 esglésies, sense víctimes mortals.
Altres autors relacionen directament diverses de les morts d'aquest període amb una clara intervenció política a favor de les forces de dreta per part de membres del clergat executats pels revolucionaris. De la mateixa manera, se citen també casos de membres del clergat (especialment monges) tractats de forma decorosa i respectuosa, relatats pels mateixos religiosos.

## La Guerra Civil
Els crims etiquetats immediatament pel bàndol revoltat com a Terror Roig, igual que els originalment ocorreguts durant la revolució bolxevic, eren comeses per grups de revolucionaris contra aquells qui percebien com llurs enemics de classe. A Espanya, això incloïa tant a empresaris, industrials, terratinents i polítics de la dreta com a membres i béns de l'església catòlica, a qui tradicionalment les forces d'esquerra havia vist sempre com alineada al costat de les classes capitalistes i reaccionàries, i actuant com un factor necessari per a la repressió psicològica de l'obrer.
Així, els saquejos i crema de monestirs i esglésies i l'assassinat de membres del clergat catòlic es van convertir en una característica percebuda en les forces lleials al Govern de la República i oposades al cop d'estat, gràcies a les cròniques sensacionalistes dels corresponsals estrangers destacats al país. A pesar que el total d'incidents fos enormement exagerat en l'època, que no fos ordenada pel govern sinó executada per grups incontrolats, i que la seva quantitat fos proporcionalment inferior al d'altres incidents, es va construir una imatge de anticlericalisme radical i violent per part del Govern de la República que va afectar molt negativament a la seva imatge internacional i va influir en la política de no intervenció predominant en Gran Bretanya i França, així com en el suport incondicional de l'església al bàndol revoltat, que portaria posteriorment al nacionalcatolicisme. El Terror Roig va passar així de tenir un significat originalment de violència política enquadrada en una suposada lluita de classes, a ser sinònim d'intolerància i persecució religiosa.